# Ливерпул арена
Ливерпул арена, позната из спонзорских разлога као Ем-Енд-Ес Банк арена, а раније Ехо арена, је вишенаменска затворена арена у центру града Ливерпула у Енглеској. Место је одржавања концерата уживо, комедијских наступа и спортских догађаја и чини део кампуса за догађаје у Ливерпулу Еј-Си-Си Ливерпул – међусобно повезане арене, изложбеног и конгресног центра. Место опслужује регионалну популацију од 2,5 милиона људи и преко 6,6 милиона широм северозапада Енглеске.

## Архитектура и дизајн
Арену су дизајнирали Вилкинсон Ејре архитекте и Спорт Консептс. Ем-енд-Ес Банк Арена је флексибилан простор који нуди низ стандардних и прилагођених распореда. Арена има 7.513 сталних седишта око три стране централног пода погодног за одржавање спортских догађаја у затвореном простору. Капацитет са наступе са крајњом бином и концерте са целокружним седењем је 10.600, укључујући седишта на поду. Са подним стајањем, укупан капацитет арене је повећан на 11.000. Постоји неколико корпоративних кутија које се налазе око бочних страна арене. 
У арени се налази шест свлачионица, пет тимских свлачионица и две промотерске канцеларије. Возила до 38 тона могу приступити подруму арене. Комплекс има БРЕЕАМ оцену "веома доброг". 
У септембру 2015. отварање сестринског изложбеног центра Ливерпул резултирало је широм понудом за стојеће концерте и међународне спортске догађаје. Ово место има 'Спејс бај Ем-Енд-Ес Банк арена', флексибилан простор за забаву са капацитетом до 7.000 људи.

## Историја
Место је отворило своја врата посетиоцима 12. јануара 2008. као Ехо Арена Ливерпулу, уз званичну церемонију отварања Престонице културе. Церемонија је започела једногодишњу прославу и означила кулминацију деценије регенерације у граду. У емисији, названој 'Ливерпоол - Мјузикл', наступило је 700 извођача, а организовање је трајало 15.000 сати. Од отварања, арена је привукла више од 7 милиона посетилаца на преко 3.800 догађаја, као и 1,6 милијарде фунти економске користи за градску област Ливерпула.

### Права на име
У новембру 2018. године објављено је да ће Ехо арена Ливерпул бити преименована у садашњи назив, као део спонзорског уговора са Ем-Енд-Ес банком. Ново име је ступило на снагу 7. јануара 2019, а Ливерпоол Ехо је наставио као пословни партнер арене. Потпуно ребрендирање је такође обављено унутар места и преко локације Кингс Док-а, пре него што је представљен 31. јануара 2019.

### Пожар на паркингу 2017.
Увече 31. децембра 2017. избио је пожар на суседном вишеспратном паркингу и као последица тога, Међународна изложба коња у Ливерпулу, која се одржавала у арени, морала је да буде отказана. Око 80 коња је безбедно евакуисано из привремене штале изграђене у приземљу паркинга, а задржано на поду арене и земљишту око зграде. Пожар се наставио до раних сати 1. јануара 2018. године. Конструкција је касније морала бити срушена, а аутомобили су уклоњени. Готово свих 1.400 аутомобила тамо је уништено, али није пријављена озбиљна повреда људи или коња. Паркинг је замењен 2019. године.

### Смрт Ерица Бристова
Дана 5. априла 2018., након што је присуствовао пикадо догађају Премијер лиге, легенда пикадоа Ерик Бристоу се срушио испред стадиона због срчаног удара и касније преминуо. 

## Догађаји

### Забава
7. октобра 2022. године, Би-Би-Си и Европска радиодифузна унија објавили су да ће место бити домаћин Песме Евровизије 2023. у име победника такмичења 2022. Украјине, који нису могли да испуне захтеве за домаћина такмичења због безбедносних забринутости изазваних руском инвазијом Украјине 2022. Такмичење ће се састојати од два полуфинала 9. и 11. маја 2023. и великог финала 13. маја 2023. године. Ово ће бити први пут да ће се такмичење одржати у Ливерпулу, а такође, УК обара сопствени рекорд тиме што ће девети пут бити домаћин такмичења, а последњи пут је то било у Бирмингему 1998.

### Спортс
Арена је била домаћин неколико великих спортских такмичења. Од 2008. до 2010. арена је била дом кошаркашког тима Мерси Тајгерс. Већ неколико година у арени се крајем године одржава међународна изложба коња у Ливерпулу. 2021. морао је да буде отказан због пандемије ковида-19 .  То је такође једно од места за Пикадо Премијер лиге од њеног отварања.
У новембру 2021., арена је била замишљена као место за финале Светског првенства у рагби лиги у инвалидским колицима 2021, али је одложена за годину дана због пандемије ЦОВИД-19. Одлагање је учинило арену недоступном и финална утакмица је премештена у Манчестер Централ Цонвентион Цомплек . 

## Транспортне везе
Директан јавни превоз до Ем-Енд-Ес Банк Арене постоји и обавља се аутобусом. Железничка станица Џејмс Стрит удаљена је неколико минута хода и служи је линијом Мерсеираил Виррал. Станица је удаљена две станице од главне станице Liverpool Lime Street.
Арена се налази насупрот портала сада напуштеног тунела Вапинг који се протеже од Еџ Хил-а на истоку града. Било је позива да се поново искористи 1,26 mi (2,03 km) тунел са станицом која опслужује арену и непосредним доковима на месту срушене станице Парк Лане која се налазила на крају тунела.